# Raoul Gilles
Raoul Gilles est un artiste lyrique (ténor) né le 12 octobre 1896 à Uzès où il est mort le 28 juin 1982.